# 예제르스코

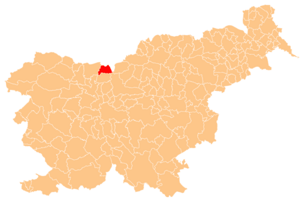
예제르스코의 위치

예제르스코(슬로베니아어: Jezersko, 독일어: Seeland 젤란트[*])는 슬로베니아의 도시로 면적은 68.8km2, 높이는 900m, 인구는 638명(2002년 기준), 인구 밀도는 9.3명/km2이다.